# Schiffbauervereinigung Latte

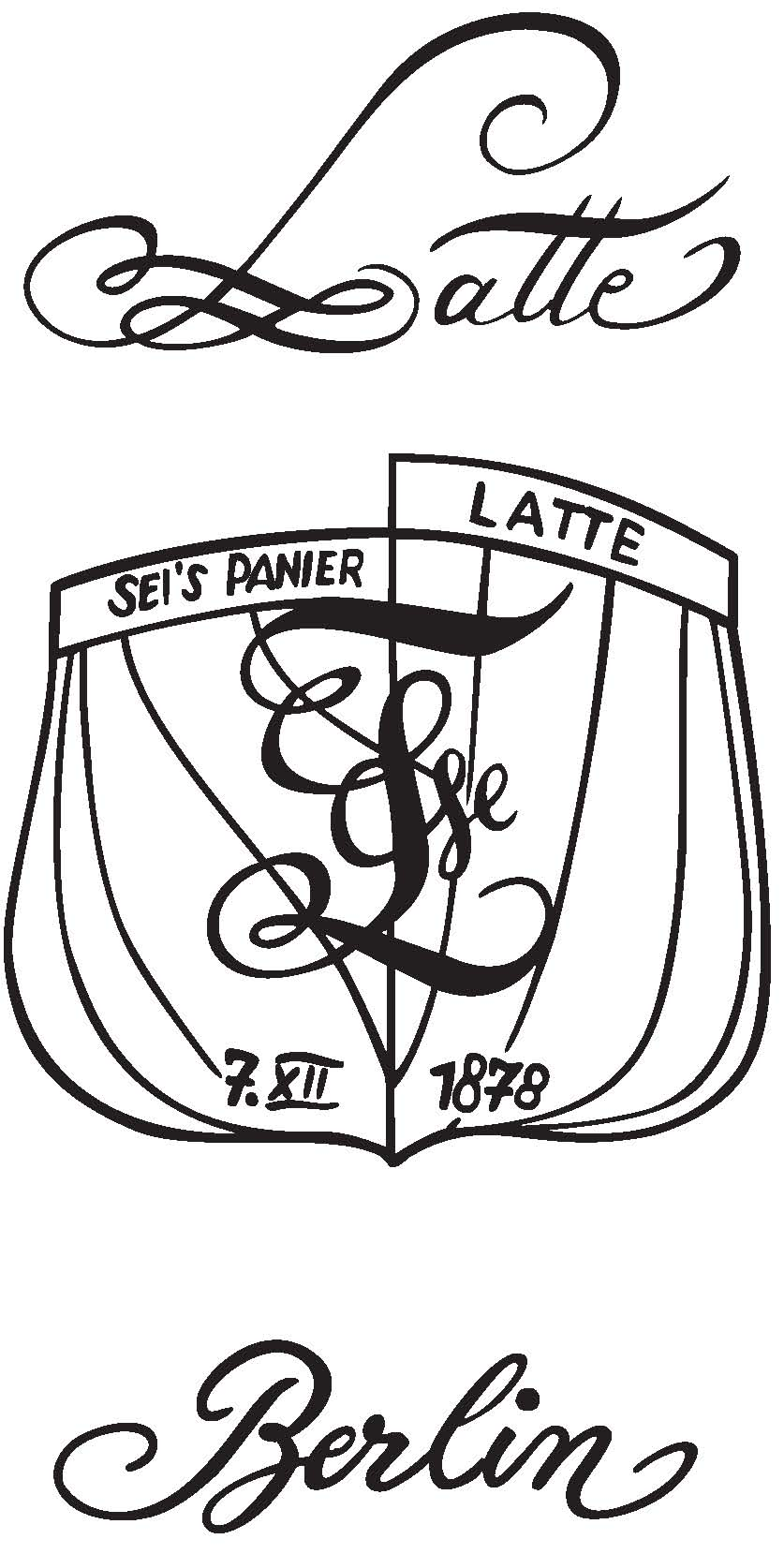
Zirkel und Schriftzug der Latte Berlin (Quelle Latte)

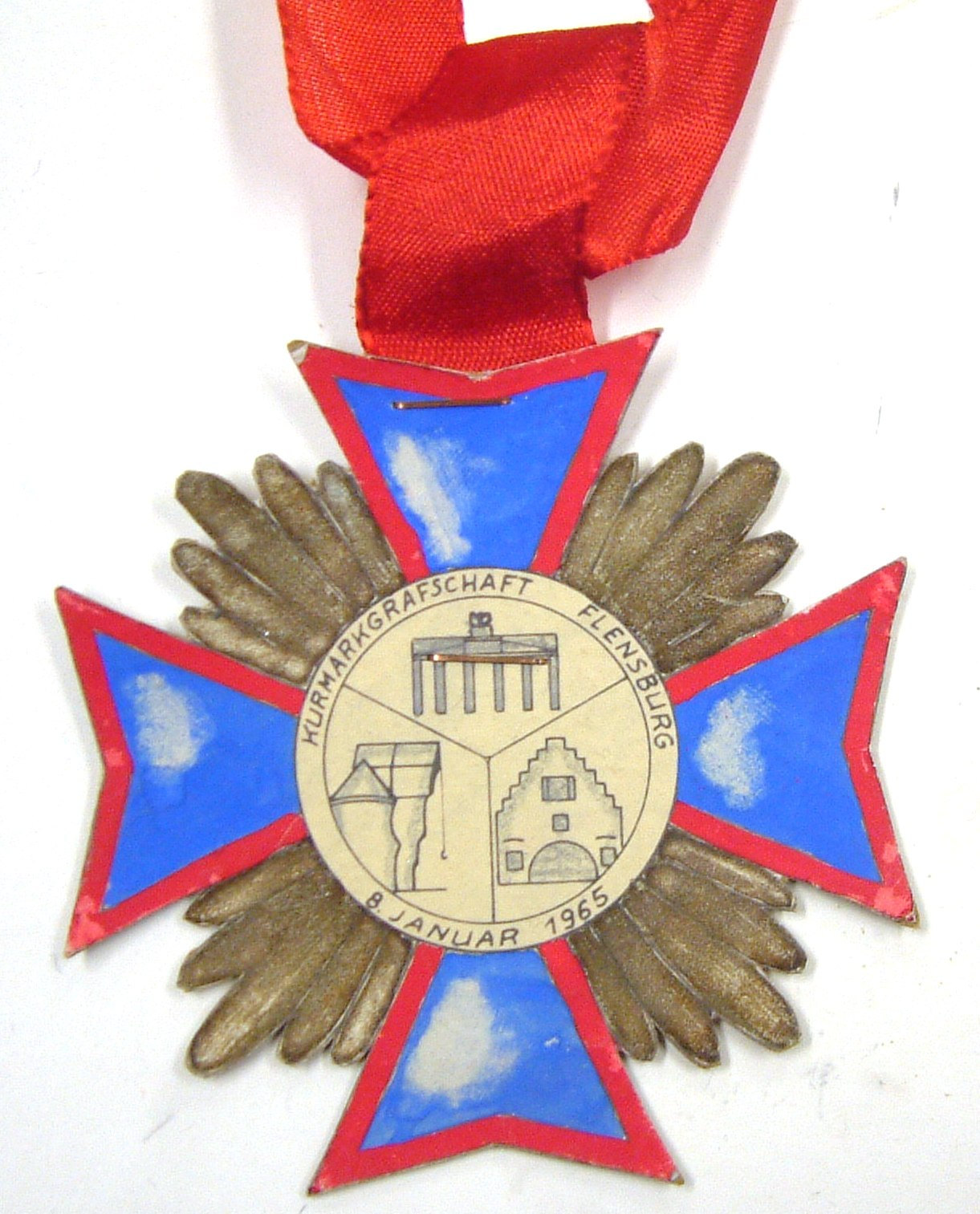
Auszeichnung der Markgrafschaft Flensburg

Die Schiffbauervereinigung Latte wurde 1878 von Schiffbaustudenten am Gewerbeinstitut Berlin gegründet. Sie vertritt auch heute noch an der TU-Berlin die Interessen der Schiffbaustudenten. 1904 wurde an der Technischen Hochschule in Danzig eine Tochtervereinigung gegründet, die über Umwege heute als Heylige Frawe Latte an der Technischen Universität Hamburg beheimatet ist. Die Bezeichnung „Latte“ bezieht sich auf die Straklatte – das alltägliche Arbeitsmittel.

## Hintergrund der Gründung der Latte-Vereinigung
Kaiser Wilhelm I. hatte am 2. Juni 1878 ein Attentat von Karl Eduard Nobiling schwer verletzt überlebt und kehrte nach fast sechs Monaten krankheitsbedingter Abwesenheit nach Berlin zurück. Diese Rückkehr wurde gefeiert und dazu waren auch die Vertreter sämtlicher deutscher Hochschulen eingeladen. An den zweitägigen Festlichkeiten nahmen Bürger der Reichshauptstadt und die Berliner Studentenschaft teil. Letztere bestand aus Studierenden der Friedrich-Wilhelms-Universität sowie der Bau-, Berg-, Gewerbe- und Kunstakademie. Sie feierten in einer bis dahin noch nie da gewesenen Einmütigkeit dieses Ereignis. Öffentliche Versammlungen, patriotische Kundgebungen und ein abendlicher Fackelzug mit 5.000 Fackeln Unter den Linden bildeten den Abschluss dieser Feierlichkeiten.
Die Begeisterung wollte sich nach dem Ende der Festtage bei den Studierenden des Schiffbaus der Königlichen Gewerbeakademie nicht legen. Daher zogen die Studenten zur Hasenheide, um in einem Raum der Unionsbrauerei noch einen allerletzten Kaisertag zu feiern. Die Feststimmung stieg, viele patriotische Reden wurden gehalten und Kommerslieder gesungen. Einer der Studenten hatte seine beste Straklatte aus dem Schiffbauersaal mitgenommen. Sie wurde zerbrochen und in feierlicher Handlung an die Anwesenden verteilt. Dies galt als Zeichen der Zusammengehörigkeit und später als Gründungsakt des Ordens der Schiffbauer Latte.

## Latte-Vereinigung
Im Laufe der Zeit wurden Regeln aufgestellt und es entstand eine Lattenlaufbahn vom Anwärter bis zum Ordensmeister. Ähnlich der Äquatortaufe bei der Seefahrt wurde zur Aufnahme in den Orden der Heyligen Frau Latte eine Taufe eingeführt. Erst nach empfangener Taufe war man ein vollwertiger Lattenjünger.

### Organisation der Latte
Jedes Jahr wurde das Ordenskapitel, so nannte sich das Leitungsgremium der Latte, neu gewählt. Es bestand aus dem Ordensmeister, dem Kanzler und dem Zeremonienmeister. Unter dieser Leitung sorgte die Latte nicht nur für geselligen Zusammenschluss, sondern sie erleichterte den studentischen Mitgliedern auch das Studium.
Die Besonderheit des Schiffbau-Studienganges waren die riesigen Schiffszeichnungen, die im Rahmen des Studiums maßstabsgerecht anzufertigen waren. Dafür standen den Studenten Arbeitssäle, die sogenannten Schiffbauersäle, mit großen Zeichentischen zum Erstellen der Zeichnungen zur Verfügung. Je nach der Zahl der Schiffbaustudenten waren es drei bis vier Räume, die jeweils von einem demokratisch gewählten „Saaldirektor“ organisiert wurden. Es waren ideale Rückzugsräume zwischen den Vorlesungen. Die Lattevereinigung hatte im Laufe der Zeit Materialien für das Studium und für die umfangreichen und zeitraubenden Erstellung der Zeichnungen beschafft, Planimeter, Integratoren, genau abgerichtete eiserne Lineale, spezielle Kurvenkasten, und außerdem wertvolle Fachbücher, die der Einzelne in der Regel nicht selbst beschaffen konnte. Die zur Beschaffung erforderlichen Geldmittel kamen aus den regelmäßigen Beiträgen, aus wiederholten Zuwendungen des Lehrkörpers, Spenden von Freunden und Ehemaligen der Latte, aber auch von Werften und seltener von Reedereien.

### Erkennungskneipe und Ordensfest
Die Höhepunkte des Lattenjahres waren die Erkennungskneipe, die Taufe und das Ordensfest. Nach der Taufe wurden die Anwärter zum Knappen ernannt und nach dem Vorexamen zum Ritter der Heiligen Frau geschlagen. Die höchste Ehre wurde den Lattenjüngern zuteil, wenn sie das Diplom erwarben und aus diesem Anlass zum Komtur erhoben wurden. Dann wurde den erfolgreichen Schiffbauingenieuren das ersehnte Komturkreuz verliehen. Aber es gab auch Anreiz-Orden für kleinere Verdienste im Rahmen der Lattegemeinschaft, zum Beispiel den Exkursionsorden, weil man sich an der Organisation einer Exkursion beteiligt hatte oder die Lattenbibliothek verwaltete.
Die im Herbst auf den Schiffbauer-Sälen auftauchenden Studienanfänger wurden von den Saaldirektoren auf die Arbeitssäle verteilt und in das „Saalleben“ integriert. Die Studienanfänger nahmen in der Regel an der Erkennungskneipe teil, eine gemeinsame von den Studenten organisierte Veranstaltung, an der die Mitarbeiter und Studenten der Schiffstechnik teilnahmen. Hier sah der neue Student erstmals den schiffbaulichen „Lehr-, Ober- und Unterkörper“, d. h. die Assistenten, die Tutoren und die Professoren in voller Größe.

### Ordensfest
Das jährliche Ordensfest mit Musik und Gesang fand abwechselnd auf einem der Säle statt, die dafür umgeräumt und maritim geschmückt wurden. Es wurde die aktuelle Ordenszeitung verteilt, in der die Nieder- und Höhepunkte des Jahres, aber auch die Exkursionen beschrieben waren. Auch wenn sich die Abläufe im Laufe der Zeit geändert haben, so wurde auf jeden Fall herzhaft gegessen, früher Eisbein oder Labskaus als zünftiges Seemannsessen, um eine gute Grundlage zu haben. Heute häufig Schmalzbrot oder Gulaschsuppe. Die Bedienung erfolgte durch die Backschafter, in der Regel Erstsemester und das Ordenskapitel saß auf einer Art Bühne. Sehr wichtig war die ehrenvolle Begrüßung der Honoratioren, das waren die Professoren, ehemalige Ordensmeister und offizielle Gäste von Werften, Zulieferindustrie, Reedereien und Klassifikationsgesellschaften, die diese Veranstaltung gerne besuchten. Sie waren häufig selbst Lattenbrüder, die ihre Professoren und viele alte Freunde herzlich begrüßten, aber auch neue Kontakte knüpften. Sie gewannen hier unter den Studenten nicht selten Praktikanten, Studien- und Diplomarbeiter und häufig auch den zukünftigen Nachwuchs. Auch die Abordnungen der Schiffbaustudenten aus Hannover, Aachen und den Markgrafschaften aus Flensburg, Bremen, Kiel, Emden, Wilhelmshaven, Lübeck und anderen wurden offiziell begrüßt.
Dazu wurden Reden gehalten, Urkunden verlesen und Gastgeschenke überreicht. Letztere konnten sowohl wertvolle Bücher, Schiffsmodelle als auch Ulkgegenstände sein, die mit viel Würde und großer Geste überreicht wurden. Der gastgebende Ordensmeister bedankte sich entsprechend, die Ordonnanz reichte den obligatorischen Begrüßungstrank und das Lattenvolk drückte lautstark seine Zustimmung oder auch das Gegenteil aus. Zwischendurch wurden immer wieder auf das Wohl der Heyligen Frau Latte getrunken und Lieder gesungen. Dazu lagen auf den Tischen die Liederbücher der Latte bereit. Die anschließende Verteilung der neu erworbenen Titel und Orden war ein weiterer Höhepunkt.

### 50. Ordensfest

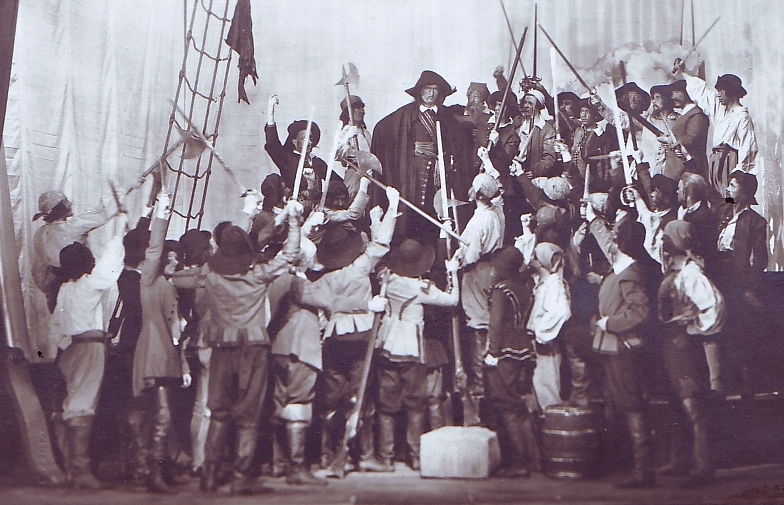
Die Theatergruppe der Latte führte im Renaissance-Theater Berlin zum 50. Geburtstag der Latte ein aufwendiges Theaterstück auf, hier das 2. von 6 Bildern (Quelle Latte).

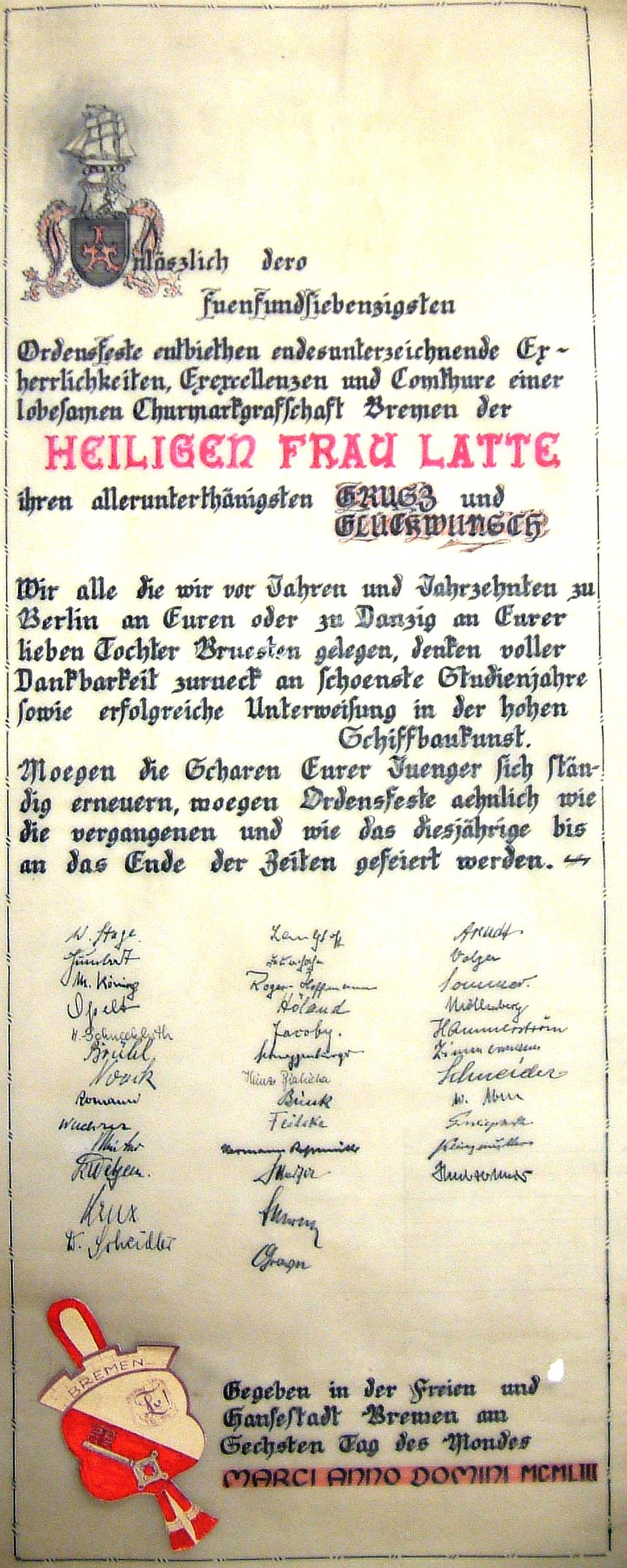
Alleruntertänigster Gruß und Glückwunsch von der Churmarkgrafschaft Bremen (Quelle Latte)

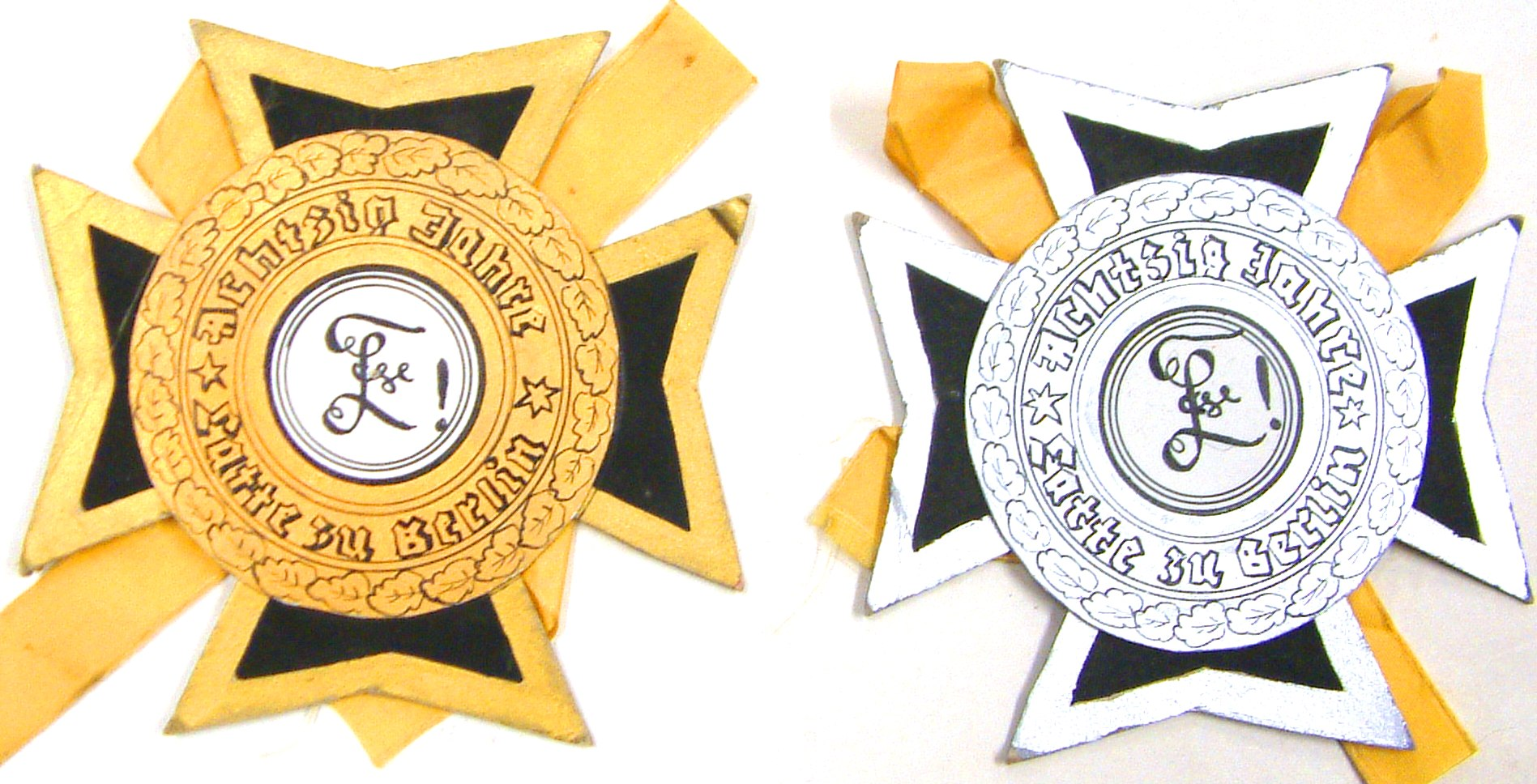
Diese Orden wurden zum achtzigsten Ordensfest kreiert (Quelle Latte)

Auch die kulturelle Seite kam nicht zu kurz, so verfügte die Latte über eine sogenannte Geschwaderkapelle und einen Geschwaderchor. Zum 50. Ordensfest führten sie und die Theatergruppe der Latte im Renaissance-Theater Charlottenburg ein aufwendiges Theaterstück auf. Die musikalische Leitung hatte Hermann Woermann aus dem Haus C. Woermann.

## Eine Taufe um 1950
Am Ende des Sommersemesters fand die als „Lattenspritze“ bezeichnete Taufe statt, dies war eine Art Sommer- und Sportfest für die Studenten und den Lehrkörper der Schiffstechnik mit lustiger Prüfung und anschließender Taufe der Studienanfänger. Hierzu mietete die Latte ein etwa 100 bis 120 Personen fassendes Fahrgastschiff, das nahe der TU am Charlottenburg Anleger wartete. Die zu Backschaftern auserkorenen Prüflingsanwärter und Knappen hatten aus der TU-Mensa geliehene große Alutöpfe, Bestecke, die Biergläser der Latte, ca. 120 Portionen Kartoffelsalat und 120 Paar Wiener Würstchen mitgebracht. 5 Fass Bier zu je 50 Liter mit CO₂-Zapfgeräten wurden von den bereits erfahrenen und trinkfesten Lattenbrüdern beschafft und an Bord des Fahrgastschiffs transportiert. Eine weitere Gruppe von Lattenbrüdern war für die Sportgeräte in Form von Bällen, Tampen für das Tauziehen und Säcken zuständig.
An das Fahrgastschiff wurde ein hölzernes Beiboot des Akademischen Seglervereins angehängt. Auf dem Schiff fand jeder Student seine Saalbrüder wieder und angefüllt mit Reden des Ordenskapitels und des Lehroberkörpers ging es auf dem Wasserweg bis zum Wannsee und hier etwa bis zum Kaiser-Wilhelm Turm, dem heutigen Grunewaldturm.
Vor dem Aussteigen oder Anlanden am Ufer waren an Bord bereits mehrere Runden Bier geflossen. Im Ufersand der Havel fanden zunächst das Sportfest statt bestehend aus den Wettkämpfen der Professoren und Assistenten sowie das Tauziehen gegen die Assistenten statt. Anschließend folgten die Wettkämpfe der Assistenten untereinander und auch der Studenten. Diese Vorführungen wurden kritisch von den im Sportdress herumstehenden Lattenbrüdern kommentiert.
Am Ende der Sportkämpfe näherte sich von Mitte Fahrwasser kommend das Beiboot mit Neptun, Thetis und den Schergen. Sie waren von weitem an dem langen Dreizack zu erkennen. Neptun, Thetis und etwa 10 Schergen hatten sich etwa 30 Minuten vorher mit ihren Requisiten und dem während der Fahrt streng bewachten Trank der Weisheit zu einem ca. 100 Meter entfernten Uferstreifen begeben, um sich dort ungestört umziehen zu können. Während einige Schergen Neptun und sein Gefolge über das Wasser ruderten, hatten die anderen Schergen die neuen Studente -die Prüflinge im Badezeug- vom Zuchtmeister und Notzuchtmeister übernommen, sie parallel zum Ufer mit dem Gesicht zu den Zuschauern aufgestellt und malten sie mit Quast und Pinsel an.
Sobald Neptun im flachen Wasser mit seinem Beiboot festsaß, wurde er vom Ordenskapitel mit Kanonendonner begrüßt. Nach einem Bier und einer Begrüßungsrede durch seine Herrlichkeit, dem Ordensmeister, erfolgte die Gegenrede Neptuns über seine Reise zu den schmutzigen Gewässern Berlins und über seine Tätigkeit. Neptun schritt dann zur Tat und beginnt bei den älteren Prüflingen mit der Tauffrage. Bei diesem Akt standen dem Täufling drei Schergen hilfreich zur Seite. Nach dem Trank der Weisheit musste der Prüfling Thetis die Füße küssen. Anschließend wurde der Täufling mit viel Wasser vom Erdenschmutz gereinigt, von zwei Schergen untergetaucht, die sich hierfür entsprechende Taufsprüche ausgedacht hatten.
Nach dem Taufzeremoniell fand das reichlich mit Bier gewürzte Mittagessen bestehend aus Kartoffelsalat, Senf, sauren Gurken und heißen Würstchen statt. Manchmal gab es auch Bouletten. Nachmittags wurden die am Vormittag nicht durchgeführten Sportwettkämpfe beendet und anschließend brachte das Motorschiff die Taufgesellschaft zurück zum Charlottenburg Anleger. Die Lattenspritze endete meistens hier an der Anlegestelle. Auf dem nächsten Ordensfest im Herbst wurden die Prüflinge durch den Zeremonienmeister zum Knappen befördert.

## „Tochter“ oder „Enkelin“ der Berliner Latte Heylige Frawe Latte in Harburg?
An der 1904 eröffneten Danziger Hochschule mit den Fakultäten für Architektur, Bauingenieurwesen, Maschinenbau, Elektrotechnik, Chemie und allgemeine Wissenschaften sowie Schiffbau, wurde eine „Tochter-Latte“ gegründet. Nach dem Zweiten Weltkrieg wurde der Schiffbau von Danzig an die TH Hannover verlagert. Aus diesem Grund wurde am 30. April 1951 in Berlin die „Geburt einer Enkelin der Latte“ in Hannover verkündet.
1954 wurde als Ableger von Hannover die Ritterschaft in Hamburg ins Leben gerufen, die nach dem Umzug der Schiffstechnik von Hannover nach Hamburg 1984 mit dieser vereinigt wurde. Ein erneuter Umzug wurde 2001 notwendig, als die Schiffbauausbildung von der Universität Hamburg (Lämmersieth) an die Technische Universität Hamburg-Harburg verlagert wurde. Ob es jetzt die Enkelin oder Urenkelin der Berliner Latte ist, mögen andere entscheiden. In Harburg werden viele Traditionen wie Taufe und Ordensfest gemeinsam mit den in der Schiffstechnik lehrenden Professoren und wissenschaftlichen Mitarbeitern gelebt, aber inzwischen wird nach anfänglichen Spaßfahrten regelmäßig die Internationale Tretbootregatta mit bis zu 40 Booten veranstaltet.

## Ritter-Grafschaften und Markgrafschaften in den Küstenstädten
Originaltext übernommen aus 50 Jahre Latte:

„Weiter wurde die Latte gestärkt durch die ‚Markgrafschaften‘, die sich in den Küstenstädten auftaten. Bei dem starken Andrang zum Studium des Schiffbaus ergab es sich von selbst, daß sich auf den großen Werften eine größere Zahl von Praktikanten zusammenfand, um die vorgeschriebene praktische Arbeitszeit zu erledigen. Was lag da näher, als dass sie sich zu Markgrafschaften zusammenschlossen, um die unangenehmen, langweiligen Stunden der Arbeit durch fröhliche, gemeinsam verbrachte Stunden zu verschönen oder gar zu verkürzen. Wer erinnert sich nicht der „Löwen“-Bude in Wilhelmshaven! Solche Markgrafschaften, die zur Hauptsache während der großen Hochschulferien blühten, taten sich auf in Kiel, Wilhelmshaven, Stettin, Hamburg und Bremen. Die alten Semester, die nur noch Monate abzuarbeiten hatten, weihten die jungen, die ein ganzes Jahr hintereinander arbeiten mussten, in die Geheimnisse der Latte ein, der sie beim Beziehen der Hochschule dann oft schon angehörten.“

Nach dem erfolgreichen Studium begannen viele Schiffbauingenieure der Latte ihren Berufsweg in den Küstenstädten bei Werften, Reedereien, Zulieferfirmen und Klassifikationsgesellschaften. Hier haben sie sich oft schon als Praktikanten zu Gruppen zusammen gefunden, um die von den Schiffbauersälen gewohnte und beliebte Gemeinschaft auf den Werften, in Stammtischen von Kneipen oder Gaststätten zu pflegen. Denn wer die Gemeinschaft der Latte genossen hatte, mochte sie nicht mehr missen. Je nach Engagement und Größe der Gemeinschaft entstanden Ableger der Heiligen Frau Latte als Ritterschaften, Grafschaften, Mark- oder Churmarkgrafschaften. So wird in den Ordenszeitungen und der Chronik der Latte zu Hannover ad Hammaburg auch von der „Markgrafschaft Hamburg“ berichtet, die 1907 vom Komtur von Zydowitz gegründet wurde. Der Höhepunkt all dieser „Latte-Ableger“ war die Teilnahme am jährlichen Ordensfest in Berlin. Hier wurden die mit kunstvollen Papporden geschmückten Abordnungen aus der Provinz feierlich begrüßt und deren häufig doppelsinnige Geschenke gerne und mit viel Spaß und Ulk entgegengenommen.
Heute 2018 existiert nur noch eine dieser Einrichtungen in Lübeck, in der einmal im Jahr Berliner, Hannoveraner und Hamburger Lattenbrüder zusammenkommen.

## Weitere Entwicklung der Latte in Berlin
Die anfängliche strenge und übliche Trennung der Studenten, der Assistenten und der Professoren wurde von der Latte aufgeweicht. Als die ehemaligen Lattenjünger auch als Assistenten und Professoren oder sogar als Rektoren Karriere machten, wurde das Band noch enger und schloss auch den Lehrkörper ein. Viele der eingeladenen Professoren wurden auf den Ordensfesten wieder an ihre Studienzeit erinnert und genossen geschmückt mit wunderbaren Orden die zwangslose Geselligkeit inmitten der Studenten.
Wie in der maritimen Industrie erlebte auch die Lattenfamilie Höhen und Tiefen, die von Kriegen und Wirtschaftskrisen überschattet waren. So studierten in guten Jahren allein in Berlin fast 500 Studenten Schiffbau und Schiffsmaschinenbau. Die ersten Lehrergenerationen des Schiffbaustudiums kam vorwiegend von der Kaiserlichen Marine und zeitweise war die Lehre der Luftfahrt- und Maritimen Industrie an der Berliner Hochschule sehr eng miteinander verknüpft. Die Ordensfeste blieben die Höhepunkte des Jahres, da dann auch sehr viele Ehemalige in die Hauptstadt Berlin kamen. 1928 wurde der 50. Geburtstag der Latte gefeiert. Nach dem Zweiten Weltkrieg hatte sich zwar einiges geändert, Deutschland war kleiner und Berlin war nicht mehr Hauptstadt. Die Regierung und die Marine waren fort und auch viele Firmen verlegten nach und nach ihre Hauptverwaltungen von Berlin in andere Städte. Der Wiederaufbau der Werften, der deutschen Handelsflotte und die im Vergleich zum Dollar billige D-Mark sorgten jedoch in den 1950er Jahren für einen Exportboom der deutschen maritimen Industrie. Dies strahlte auf die Hochschulen und die Latte aus, denn es wurden immer mehr Ingenieure gebraucht. So war auch der 75. Geburtstag der Latte ein schönes Fest. In diesen Jahren verfügten die Studenten der Schiffstechnik in Berlin und damit die Latte über bis zu 5 Arbeitssäle.
Der wachsende Wohlstand, verschiedene Entwicklungen in der Politik, Wirtschaft und Technik führten ab Mitte der 1960er Jahre zum steigenden Wert der D-Mark, sinkenden Exportzahlen, sinkender Beschäftigung der Werften und zu sinkenden Zahlen der Studienanfänger in der Schiffstechnik. In Berlin wurde dieser Trend durch den Mauerbau noch verstärkt. Damit sank auch die Zahl der Lattenjünger und kritische Stimmen hinterfragten die Latte. Die Studentenunruhen dieser Zeit machten auch vor den technischen Hochschulen nicht halt. 1971 wurde das 93. und letzte Ordensfest in Berlin gefeiert, die Latte in Berlin existierte nicht mehr. Daher wurden auch der 100. und der 125. Geburtstag nicht angemessen gefeiert.
Im Rahmen der alle zwei Jahre in Berlin stattfindenden Hauptversammlungen der Schiffbautechnischen Gesellschaft (STG) wurde häufig am Donnerstagabend ein Lattenabend auf einem der Arbeitssäle, früher dem „Sass-Saal“ (heute Voigt-Sass-Saal) durchgeführt, an dem sich besonders die älteren Mitglieder der STG gerne beteiligen. Er wird von Studenten ausgerichtet, über Spenden finanziert und verläuft auch aus Studentensicht immer recht erfolgreich, da viele wertvolle Kontakte geknüpft wurden. Diese enge Verbundenheit mit der STG fand jedoch ein Ende, als die STG ihre Hauptversammlung verkürzte und dadurch der Lattenabend entfiel.

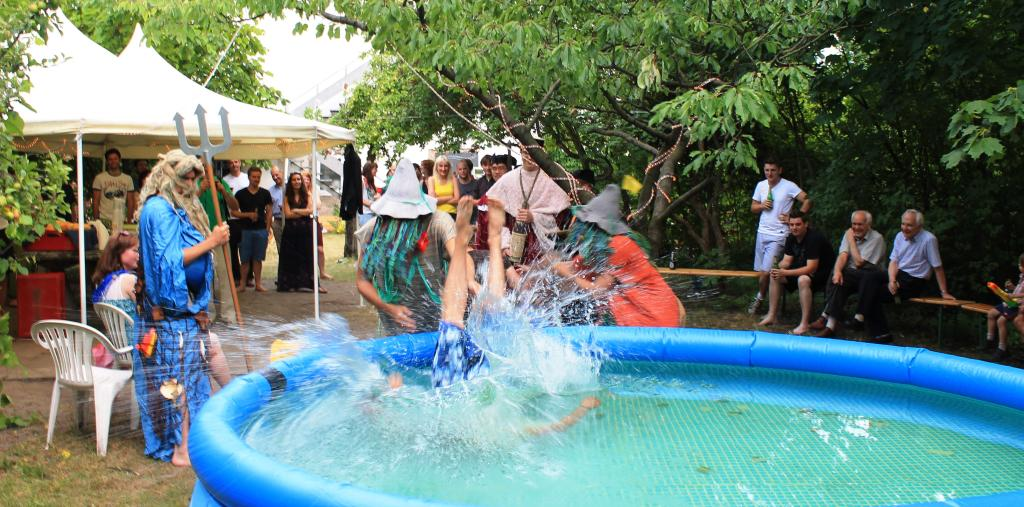
Taufe der Berliner Schiffbauervereinigung Latte im Juli 2013

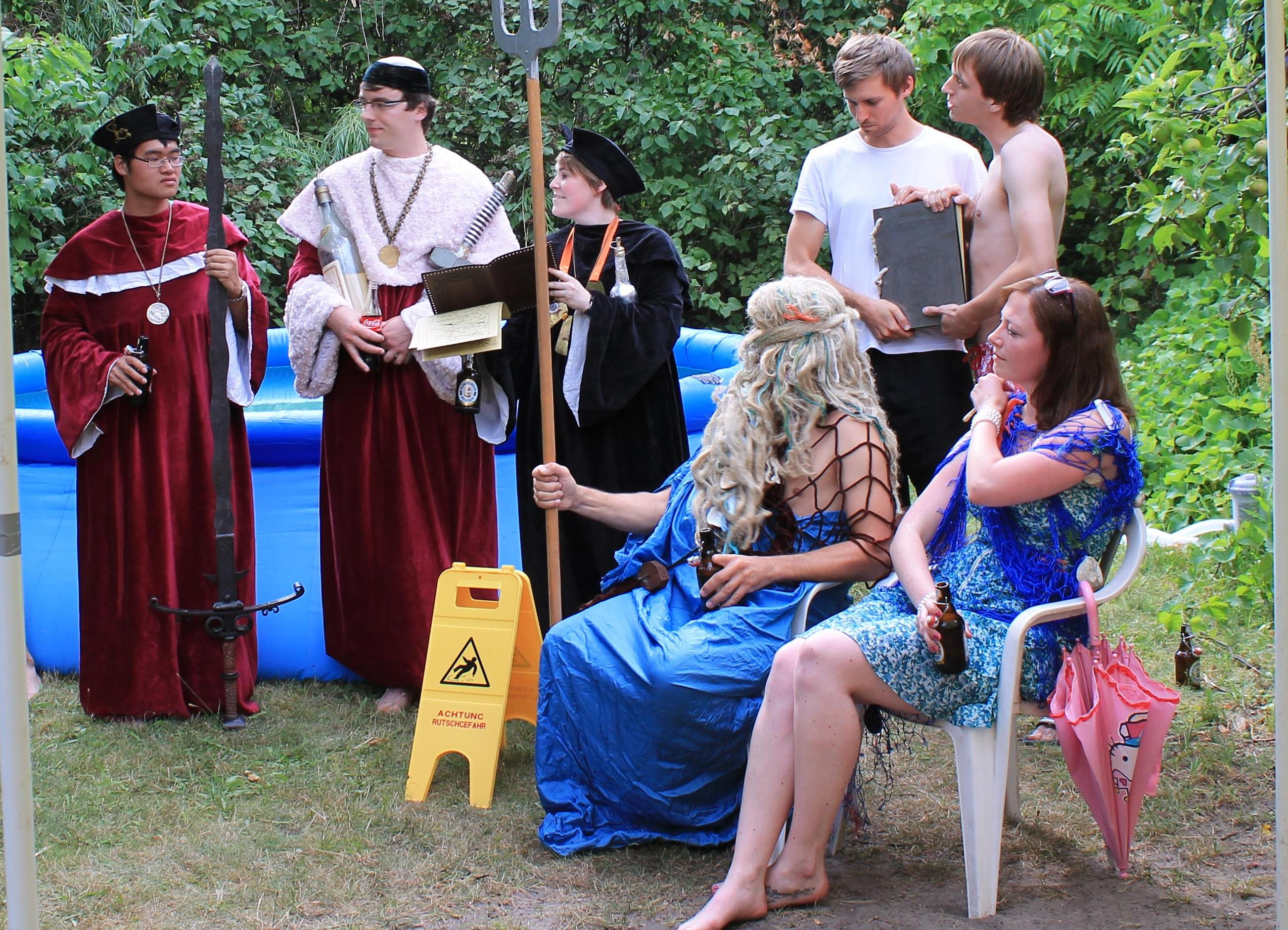
2013, Taufe der Berliner Schiffbauervereinigung Latte, links das HOK (HOhes ORdenskapitularium ist der Vorstand der Latte, bestehend aus dem Ordensmeister, Kanzler und Ceremon) und rechts Neptun mit Thetis

## Die Tradition wurde wiederbelebt und das Berliner Symposium entstand
Auch bezüglich der Tradition der Taufe hat sich seit einigen Jahren etwas geändert. So beschloss das 128. Ordenskapitel, die dafür notwendige Ausstattung zu beschaffen, um ab 2006 wieder die jährliche Taufe durchzuführen. Die letzte erfolgte 1971. Der 130. Geburtstag der Latte wurde am 7. Dezember 2008 wieder in alter Tradition mit den Studenten und vielen Gästen, besonders vielen ehemaligen Studenten, die inzwischen in der maritimen Wirtschaft etabliert sind, gefeiert.

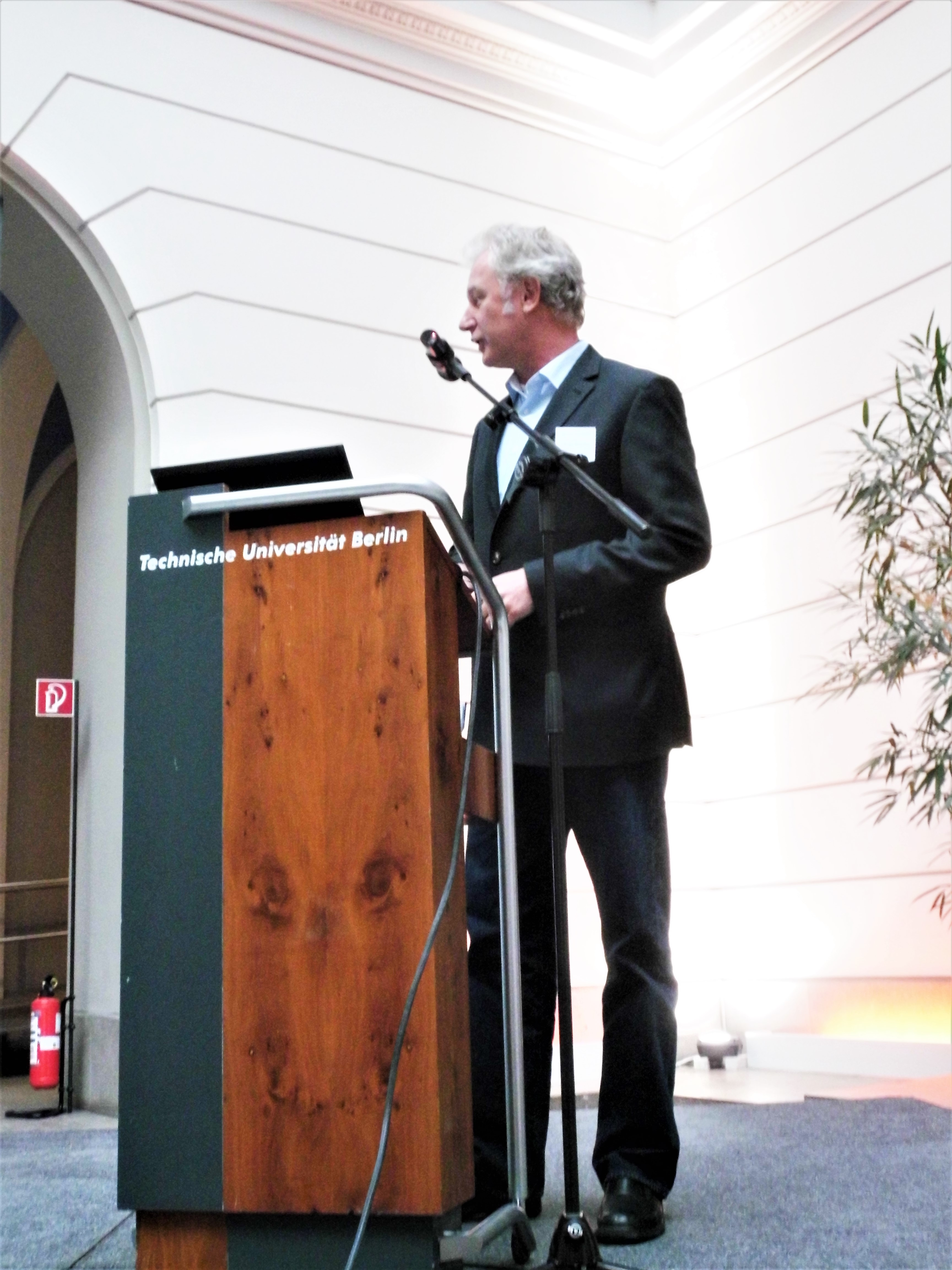
Berliner Symposium 2013, im Lichthof der TUB hält Dr. Alexander Nürnberg seinen Vortrag

Auch aufgrund vieler Nachfragen und Ermunterungen entschlossen sich engagierte Studenten der Latte Berlin daher, eine schiffbaulich und meerestechnisch orientierte Vortragsveranstaltung durchzuführen, die mit einem gemütlichen Abend, dem ursprünglichen Lattenabend und seit 2006 mit dem Ordensfest, abschließt. Diese von Studenten organisierte und als Berliner Symposium durchgeführte Veranstaltung wird seit 2011 jährlich durchgeführt und findet in der Fachwelt eine sehr gute Resonanz.